# Ráng đuôi phụng lá sồi
Ráng đuôi phụng lá sồi, tên khoa học Aglaomorpha quercifolia, là một loài thực vật có mạch trong họ Polypodiaceae. Loài này được (L.) J. Sm. miêu tả khoa học đầu tiên năm 1841.

## Hình ảnh

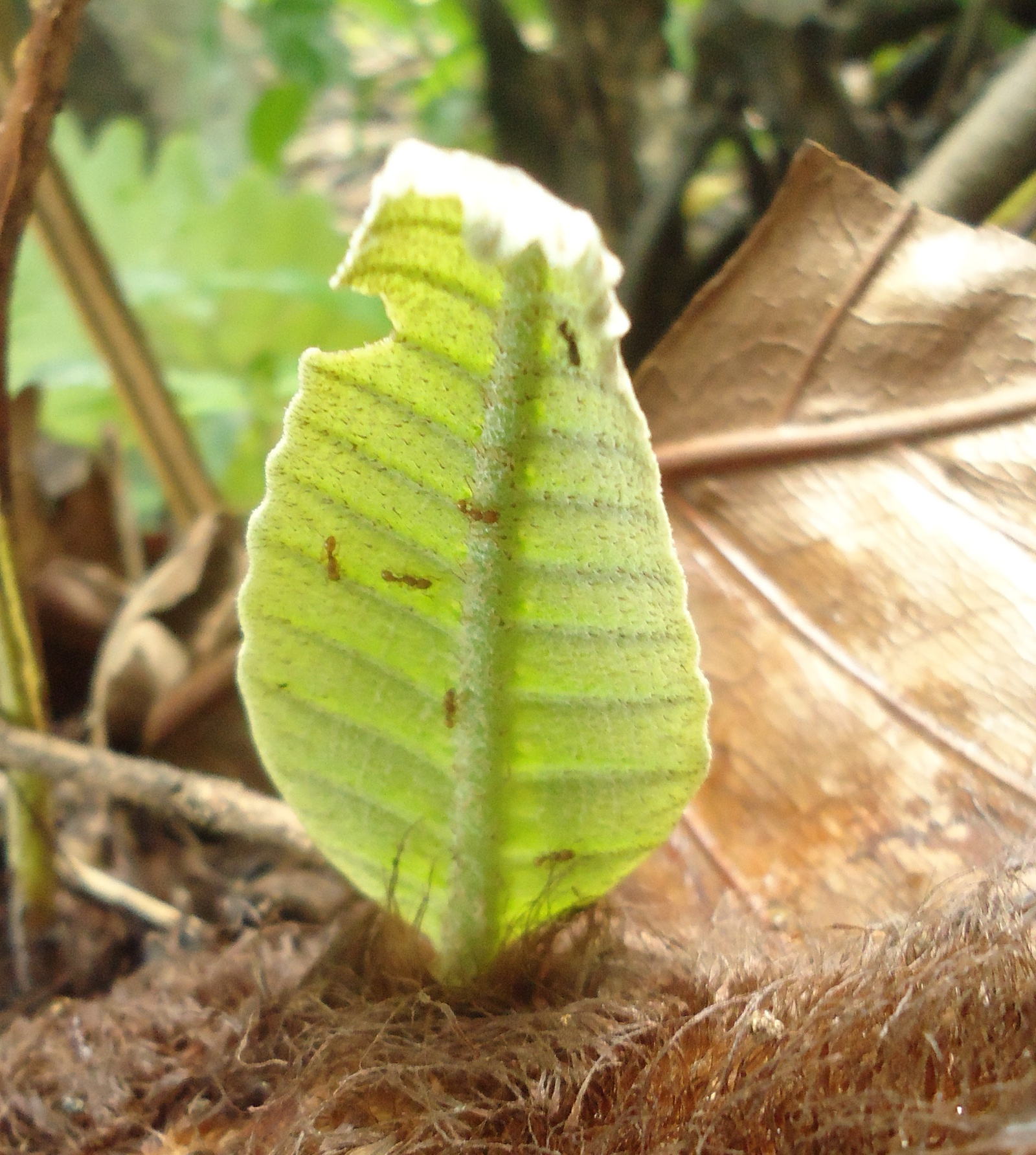
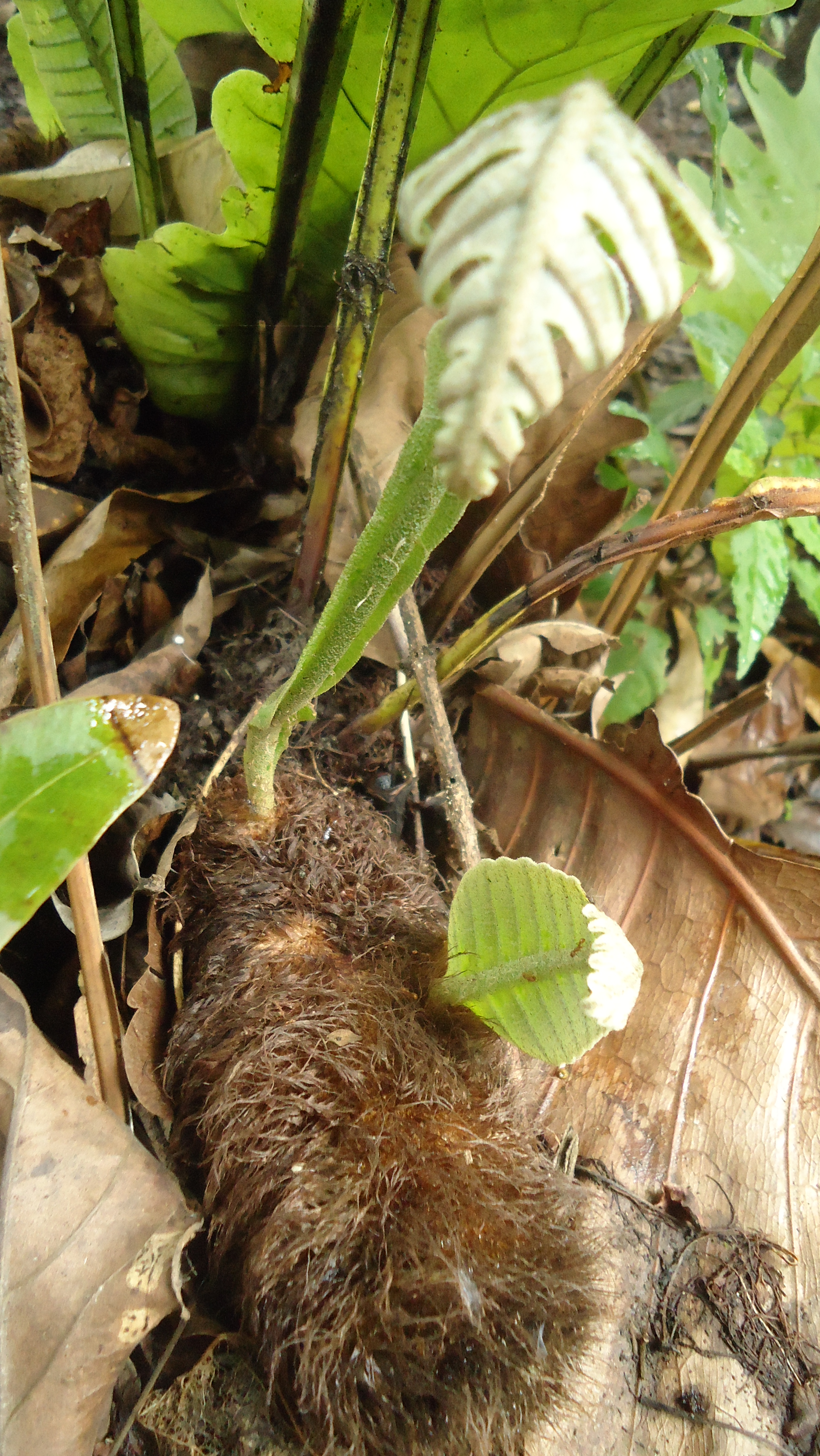
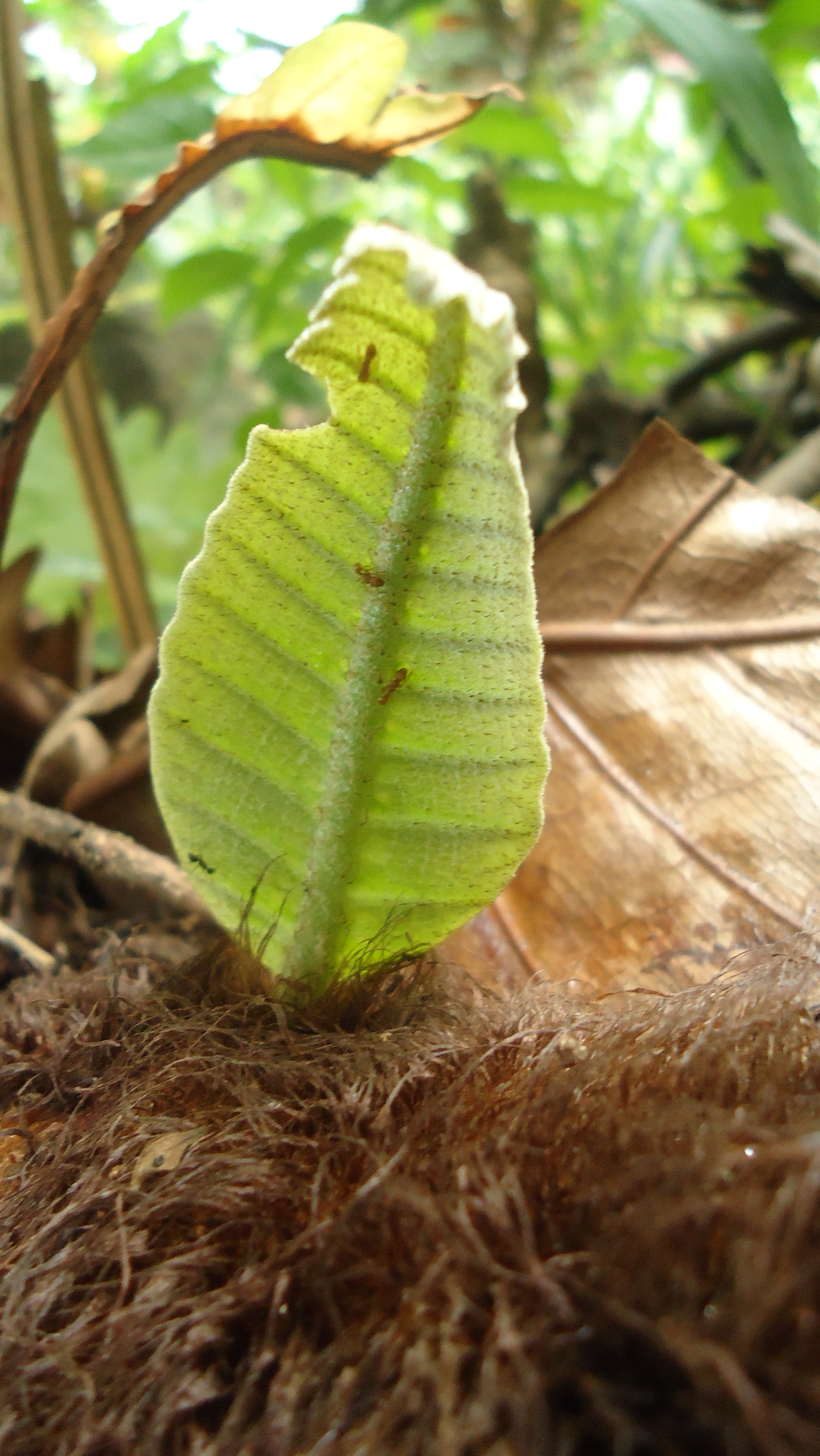
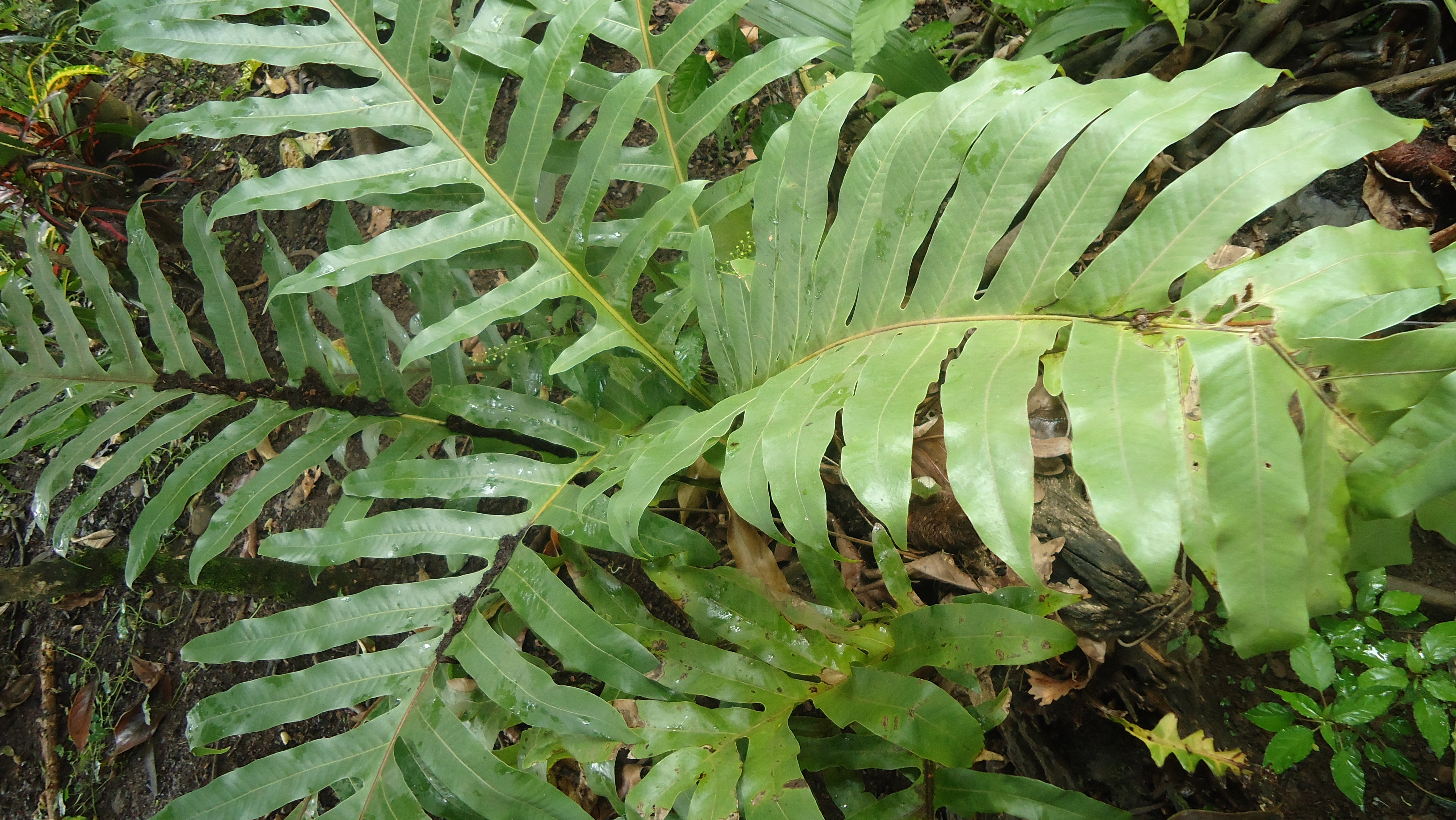